# SVRT
SVRT（Smart Video Rendering Technology、スマート・ビデオ・レンダリング・テクノロジー）は、サイバーリンクの製品で使われるスマートレンダリング技術の名称である。
日本では台湾のCyberLink Corp.が商標を持っている。

## バージョン履歴
2001年8月、PowerDirectorに最初に搭載された。
2004年8月、SVRT IIへとバージョンアップされ、ドルビーデジタルにも対応した。
2008年5月、PowerDirector 7でSVRT3へとバージョンアップされ、AVCHDに対応した。
2015年9月、PowerDirector 14でSVRT 4へとバージョンアップされた。